# Bistum Aba
Das Bistum Aba (lateinisch Dioecesis Abana, englisch Diocese of Aba) ist eine in Nigeria gelegene römisch-katholische Diözese mit Sitz in Aba.

## Geschichte
Das Bistum Aba wurde am 2. April 1990 durch Papst Johannes Paul II. mit der Apostolischen Konstitution Praeteritis quidem aus Gebietsabtretungen des Bistums Umuahia errichtet.
Das Bistum Aba ist dem Erzbistum Owerri als Suffraganbistum unterstellt.

## Bischöfe von Aba
- Vincent Valentine Egwuchukwu Ezeonyia CSSp, 1990–2015
- Augustine Ndubueze Echema, seit 2019